# هجوم سيارة طوكيو 2019
هجوم سيارة طوكيو 2019 كان هجوم دهس بسيارة وقع في 1 يناير 2019 في طوكيو باليابان. وقال المشتبه به كازوهيرو كوساكابي للسلطات إنه صدم عمدًا المارة المحتشدين في شارع تاكيشيتا الضيق في منطقة هاراجوكو باعتباره هجومًا إرهابيًا انتقاما لإعدام أعضاء طائفة أوم شينريكيو. أسفر هجوم رأس السنة اليابانية عن إصابة ثمانية. كما أصيب شخص تاسع بجروح مباشرة على يد السائق. قال المشتبه به إنه خطط في البداية لحريق متعمد من خلال نشر الكيروسين بغسالة ضغط عالي على الحشد في ضريح ميجي القريب، لكنه وجد أن المركبات غير مسموح بها هناك.
وأدين كوساكابي لاحقًا بمحاولة القتل فيما يتعلق بالهجوم. وحُكم عليه بالسجن 18 عامًا.

## الهجوم
وقع الهجوم في الصباح الباكر بعد منتصف الليل بقليل. اصطدمت سيارة بأشخاص في شارع تاكيشيتا في حي هاراجوكو بحي شيبويا طوكيو. وقع الحادث بالقرب من ضريح ميجي أحد أكبر مزارات الشنتو في اليابان. كان الشارع مغلقًا أمام حركة المرور في ذلك الوقت بسبب احتفالات رأس السنة الميلادية الجديدة. دخل الجاني الشارع عبر فجوة في حاجز الشرطة بالقرب من النهاية المواجهة لشارع ميجي دوري وقاد السيارة لمسافة 140 مترًا في الطريق الخطأ في الشارع، وأصاب ثمانية رجال تتراوح أعمارهم بين 19 و51 عامًا ثم اصطدم بمبنى. كانت السيارة المستخدمة في الهجوم عبارة عن سيارة دايهاتسو موف مستأجرة تحمل لوحات ترخيص أوساكا. هرب الجاني من مكان الحادث، ولكن بعد 20 أو 30 دقائق عثرت عليه الشرطة في متنزه يويوجي القريب.
كما تم العثور على خزان كيروسين سعة 30 لترًا داخل السيارة مع غسالة ضغط. لم يتم الإبلاغ عن حريق.

## الجاني المزعوم
ألقت الشرطة القبض على رجل يبلغ من العمر 21 عامًا يُدعى كازوهيرو كوساكابي للاشتباه في محاولته القتل. ونقلت وسائل الإعلام عن الرجل قوله إنه ارتكب عملاً إرهابياً وقاد سيارته عمداً في الشارع الضيق احتجاجاً على نظام عقوبة الإعدام في اليابان و «انتقاما لإعدام أعضاء طائفة أوم».
أفاد موقع أساهي دوت كوم أن كوساكابي يقول إنه شن الهجوم «انتقاما من نظام عقوبة الإعدام».
أخبرت الشرطة العديد من وسائل الإعلام أنها كانت تحقق في الصلة بين كوساكابي وعبادة يوم القيامة المعروفة سابقًا باسم أوم شينريكيو والتي كانت مسؤولة عن هجوم السارين بمترو الأنفاق في طوكيو عام 1995.
وبحسب أساهي قال المشتبه به للشرطة إنه استعد لهجوم إشعال متعمد «خططت لإشعال النار من خلال نشر الكيروسين بغسالة الضغط العالي، واستهداف حشد في ضريح ميجي». لكن الشرطة تشتبه في أنه غير خطته بعد أن وجدت أنه لم يُسمح للسيارات بدخول الضريح بسبب ارتفاع عدد الزوار.

## الضحايا
أصيب ثمانية رجال تتراوح أعمارهم بين 19 و51 عامًا بجروح في تصادم السيارة، ولا يزال الشاب البالغ من العمر 19 عامًا في حالة حرجة اعتبارًا من 3 يناير 2019. الضحية التاسعة رجل أصيب بجروح طفيفة عندما ضربه الجاني المزعوم أثناء نزوله من السيارة.